# تاكاهيرو فوتاجاوا
تاكاهيرو فوتاجاوا (二 川 孝 広) ولد 27 يونيو 1980 في اليابان هو لاعب كرة قدم ياباني يلعب حالياً بنادي غامبا أوساكا الياباني.

## روابط خارجية
- تاكاهيرو فوتاجاوا على موقع الاتحاد الدولي (مؤرشف)  (الإنجليزية)
- تاكاهيرو فوتاجاوا على موقع رابطة كرة القدم اليابانية للمحترفين (اليابانية)
- تاكاهيرو فوتاجاوا على موقع قاعدة بيانات كرة القدم.إي يو (الإنجليزية)
- تاكاهيرو فوتاجاوا على موقع ناشيونال فوتبول تيمز (الإنجليزية)
- تاكاهيرو فوتاجاوا على موقع Soccerway.com (الإنجليزية)
- تاكاهيرو فوتاجاوا على موقع عالم كرة القدم.نت (الإنجليزية)